# Scandale de la Poste britannique
Le scandale de la Poste britannique, ou scandale Horizon, est un scandale impliquant la Poste britannique (Post Office Limited (en)) où le logiciel de comptabilité Horizon, introduit en 1999 par une filiale de la société technologique japonaise Fujitsu, a indiqué faussement que des gérants ou gérantes de sous-bureaux de poste (en anglais : sub-postmasters, sub-postmistresses) avaient commis des détournements d'argent. Plus de 900 agents ont été condamnés (plus de 200 incarcérés), ont dû rembourser les dettes et sommes prétendument détournées, notamment par vente ou saisie de tous leurs biens. De nombreux agents ont vu leur entreprise mise en faillite, leur carrière ruinée, mais aussi leur santé ou leur vie détruite. On a appris plus tard que les enquêteurs de la Poste recevaient parfois des primes spéciales en cas de condamnation réussie. Après une campagne dans l'opinion publique et la découverte du scandale, la Haute Cour de Justice britannique a jugé le logiciel défectueux et enjoint le gouvernement britannique de lancer en septembre 2020 une enquête publique (public inquiry),. Dirigée par le juge retraité Sir Wyn Williams, ayant 28 ans d'expérience judiciaire, elle est chargée de rassembler toutes preuves, auditions sur toutes défaillances et réponses à 200 questions précises cruciales, rendues publiques.
En janvier 2024, la chaîne britannique ITV a diffusé la série en quatre épisodes Mr Bates vs The Post Office. Le scandale a attiré enfin,, en peu de temps (une semaine), une énorme attention. Aussitôt, le gouvernement britannique a annoncé l'intention de dédommager les employés concernés,. Rishi Sunak, Premier ministre, estime lors des Questions au Premier Ministre que l'affaire est l'une des plus grandes erreurs judiciaires de l'histoire du Royaume-Uni,.
Selon l'évaluation du ministre des Postes britannique Kevin Hollinrake en janvier 2024, le scandale coûtera aux contribuables « un milliard de livres ».
Selon la Commission de Révision des Affaires Criminelles (Criminal Cases Review Commission), l'organisme chargé d'enquêter sur les éventuelles erreurs judiciaires survenues en Angleterre, au pays de Galles et en Irlande du Nord, le scandale de la Poste est la plus vaste erreur judiciaire jamais vue dans l'histoire britannique.
Depuis la scission de Royal Mail Group en 2012, Post Office Ltd est une entreprise publique qui gère les bureaux de poste, tandis que Royal Mail a été privatisée et introduite en bourse, et gère la distribution du courrier et des colis. Le Gouvernement cite Bpost (Belgique), Österreichische Post, Deutsche Post et PostNL comme modèles de privatisation. Par contre, dès août 2013, pour la National Federation of SubPostmasters (NFSP), les revenus des bureaux de poste sont menacés.

## Contexte

### Présentation du logiciel
L'introduction du logiciel a été planifiée en 1996 par le gouvernement conservateur dirigé par John Major. Il comprenait la numérisation de 19 000 sous-bureaux de poste ou bureaux auxiliaires tenus par des gérants indépendants. La filiale ICL Pathway, fondée par Fujitsu, a remporté cette commande d'un montant de près d'un milliard de livres sterling. Sous le gouvernement de Tony Blair, l'introduction fut près d'échouer, entre autres parce que la qualité du logiciel était jugée insuffisante. Les bureaux de poste auxiliaires ont en conséquence menacé de fermer. Le lancement du nouveau logiciel, sous une forme modifiée, a été mis en œuvre tardivement en 1999,. 300 bureaux de poste ont été convertis chaque semaine, ce qui, en raison des coûts élevés pour la Poste, a entraîné la première perte d'argent en 25 ans.

### Erreur dans le logiciel
Très tôt, des plaintes ont été déposées selon lesquelles le logiciel, utilisé entre autres pour la comptabilité et l'inventaire, était défectueux. Le logiciel a montré des soldes de trésorerie incorrects, suggérant que des employés de la succursale avaient détourné l'argent. En réponse aux questions des exploitants des succursales, la Poste a déclaré à plusieurs reprises qu'ils étaient les seuls à se plaindre de son système informatique ou de son système comptable. Selon le contrat, les gérants des bureaux auxiliaires étaient personnellement responsables des erreurs de caisse (trous de caisse) et beaucoup d'entre eux ont tenté de combler avec leur propre argent les sommes prétendues manquantes.
En plus, les employés de Fujitsu avaient accès à distance aux ordinateurs des gérants, pouvant changer code et résultats à leur insu. Ce fait était connu de la Poste depuis 2010, mais nullement dévoilé aux victimes des multiples bugs du logiciel Horizon. Au cours du procès, un employé de Fujitsu a admis qu'il changeait fréquemment les données dans les ordinateurs des gérants.

### Poursuites controversées - Condamnations
Au total, plus de 3 500 employés ont été faussement accusés et plus de 900 ont été condamnés. Parfois, les enquêteurs des postes recevaient des primes spéciales en cas de condamnation réussie. Pour des raisons historiques, la Poste, comme entreprise d'État, dispose de ses propres moyens pour faire appliquer la loi. Ainsi, la Poste était juge et partie, agissait à la fois comme victime, comme enquêteur et comme procureur privé chargé des poursuites judiciaires, sans contrôle du Ministère public (Crown Prosecution Service), et ce système (contraire aux principes Nemo judex in causa sua et Audi Alteram Partem) est maintenant mis en accusation. Selon Ken MacDonald, ancien chef du Crown Prosecution Service, de grands organismes ne devraient pas diriger les poursuites dans un procès les impliquant. Entre 1999 et 2015, plus de 700 employés ont été condamnés à l’issue d’enquêtes internes basées sur les preuves du logiciel. 283 autres employés ont été reconnus coupables à l'issue de procès menés par des enquêteurs extérieurs. Les accusations étaient prétendument fondées sur des fautes dans la comptabilité et sur des vols.

### Conséquences pour les salariés
La procédure pénale et le stress provoqués par le logiciel défectueux ont eu de graves conséquences pour les personnes concernées : Outre les endettements dus aux remboursements réclamés par la Poste, les difficultés relationnelles de couple et divorces (des conjoints croient que le logiciel ne peut se tromper), les problèmes de santé, les enfants victimes de harcèlement qui doivent changer d'école, les victimes de diffamation et harcèlement obligées de déménager, la toxicomanie, les dépressions et les suicides,.

## Traitement judiciaire

### Campagne, éducation et résistance
Alan Bates, employé subpostmaster, a été limogé par la Poste en 2003 après avoir été accusé de vol, de fraude et de détournement de fonds. Il a alerté les médias, et des reportages ont été publiés pour la première fois en 2009. Des membres de la Chambre des communes, comme James Arbuthnot, ont tenté de mettre la question à l'ordre du jour. À cette époque, la Post a nié tout défaut du logiciel. La Poste gardait sous clé des documents importants qui auraient pu aider à clarifier l’affaire.
En 2015, quand la BBC — qui a rencontré un lanceur d'alerte ayant travaillé chez Fujitsu —, fait état de manipulations possibles des comptes, la Poste ne peut ignorer cette réalité, mais nie et menace de poursuites les directeurs de la BBC .
Par la suite, Bates fonde un groupe d’action au sein duquel les gérants de bureaux de poste concernés se sont réunis, Justice For Subpostmaster Alliance (JFSA). En 2017, le groupe réussit à porter l'affaire Bates & Others v Post Office Ltd devant la Haute Cour de justice. Dans son jugement de 2019, la Haute Cour établit que ce sont des erreurs informatiques qui étaient responsables des manques à gagner et qu’il n’y avait pas d’activité criminelle de la part des salariés. Le juge Fraser accuse la Poste et Fujitsu d'avoir caché l'existence de 38 bugs informatiques et défauts dans le système Horizon, d'avoir menti à la Cour et d'« obstination institutionnelle » (institutional obstinacy) à empêcher la découverte des véritables causes des déficits.

### Conséquences de la décision de la Haute Cour
À la suite de la décision de la Haute Cour, à la fin de l'année 2023, sur plus de 900 condamnations, 93 au total ont été annulées, tandis que 53 peines ont été confirmées. En décembre 2023, le gouvernement a déjà dû payer un total de 124,7 millions de livres sterling de dommages et intérêts,. Par ailleurs, une enquête publique a été lancée en septembre 2020. Celle-ci a publié des documents internes semblant indiquer que les procureurs de la Poste classaient les gérants d'agence en fonction de leur appartenance ethnique et utilisaient un langage raciste.
La Poste a lancé des procédures pour demander l'annulation des jugements, a tenté de limiter les indemnisations au minimum et a retardé le paiement de ces indemnités. Jusqu'à janvier 2024, ni les directeurs postaux à la tête de la Poste ni ceux de Fujitsu n'ont été tenus pour responsables. Le ministre des Postes, Kevin Hollinrake, a estimé le même mois que le scandale « coûterait un milliard de livres au contribuable ». Fujitsu a déclaré qu'il travaillerait avec le gouvernement britannique sur des « mesures appropriées », y compris une compensation.
Lors de l'enquête, en novembre 2024, Paul Patterson, patron de Fujitsu Europe, admet qu'après les centaines de condamnations erronées (wrongful convictions), il « ne sait pas » si le système Horizon est fiable.

## Traitement des médias
Le 1er janvier 2024, la chaîne de télévision britannique ITV a commencé à diffuser la mini-série dramatique en quatre parties Mr Bates vs The Post Office, remue enfin l'opinion publique et entraîne une réaction nationale. En conséquence, le gouvernement britannique a déclaré vouloir annuler les verdicts par la loi et indemniser les personnes concernées. Devant l'ampleur du scandale, une pétition recueillant 1,2 million de signatures demande que l'ancienne patronne de la Poste, Paula Vennells, restitue la distinction honorifique de commandeur de l'Empire britannique (CBE, Commander of the British Empire) qu'elle avait reçue en 2019. Le 9 janvier 2024, Paula Vennells annonce qu'elle « rend sa décoration avec effet immédiat ». Mais seul le roi peut annuler la distinction accordée. Le 23 février 2024, le roi Charles III a révoqué la décoration de Paula Vennels pour avoir commis une forfaiture en discréditant le système des honneurs royaux (« bringing the honours system into disrepute »).

## État de droit menacé
Robert Skidelsky, économiste et membre de la Chambre des Lords, dénonce l'atteinte à l'État de droit ou Rule of law, puisque des centaines de personnes visées étaient présumées coupables par le logiciel de comptabilité, à moins de pouvoir prouver leur innocence, et n'ont pas pu exercer convenablement le droit d'être entendu et les droits de la défense.

## Indemnisation ardue
Betty Brown et son mari ont dépensé plus de 50 000 £ (environ 60 502 euros) de leurs économies pour couvrir les pertes alléguées par le système Horizon. Elle a été chassée de son emploi et forcée de vendre son bureau de poste à vil prix en 2003. Des avocats et des comptables ont mis trois ans pour établir sa réclamation. Elle apprend que seuls 29 % du montant réclamé sont indemnisés, ce qu'elle va devoir contester à 91 ans.
En novembre 2024, Liam Byrne, membre du Parlement et président du Business and Trade Committee, pose la question aux avocats : « Nous avons la plus grande erreur judiciaire de l'histoire britannique, nous avons des indemnisations si lentes que les victimes meurent avant d'obtenir justice, mais les frais d'avocat font environ 53 millions de livres. Ne profitez-vous pas de la misère des victimes ? ». Un des avocats répond qu'il faut compter 15 000 £ par dossier.
Selon un groupe de membres du Parlement, l'indemnisation des victimes est trop lente, et le gouvernement risque des sanctions financières pour retard fautif. Post Office ne devrait pas être maître de l'indemnisation et devrait exposer avec transparence comment sont payés ses avocats.

## Affaire similaire aux Pays-Bas
Aux Pays-Bas, l'affaire des allocations familiales présente des similitudes avec le scandale de la Poste. Pendant des années, des dizaines de milliers de parents, souvent à faibles revenus, ont été accusés à tort de fraude par les systèmes comptables des autorités fiscales, les membres de minorités ethniques étant touchés de manière disproportionnée.
L’administration et la justice sont désormais totalement débordées par l’ampleur de l’affaire des allocations (de toeslagenaffaire). En 2025, les tribunaux sont saisis de 9 300 recours et quelque 500 nouveaux dossiers sont ouverts chaque mois. Les familles lésées seraient officiellement au nombre de 68 000.

## Rapport de l'enquête du juge Sir Wyn Williams
Le 8 juillet 2025, est publié le rapport d'enquête de Sir Wyn, qui établit que 1° les fausses accusations ont eu un impact désastreux sur la vie des postiers accusés : 13 suicides, 10 tentatives de suicide, des dépressions durables ;  
2° le système a été affecté par des "bugs, erreurs et défauts", que des dirigeants de la Poste et de Fujitsu connaissaient (ou devaient connaître), tout en maintenant la fiction que les données de la Poste sont exactes ;              
La Poste, Fujitsu et le gouvernement ont jusqu'au 10 octobre pour répondre .  